# Parroquia de St. Landry
La parroquia de St. Landry (en inglés: St. Landry Parish), fundada en 1807, es una de las 64 parroquias del estado estadounidense de Luisiana. En el año 2000 tenía una población de 87.700 habitantes con una densidad poblacional de 36 personas por km². La sede de la parroquia es Opelousas.

## Geografía
Según la Oficina del Censo, la parroquia tiene un área total de 2432 km² (939 mi²), de la cual 2405 km² (928,6 mi²) es tierra y 26 km² (10,0 mi²) (1,08%) es agua.

### Parroquias adyacentes
- Parroquia de Avoyelles - norte
- Parroquia de Pointe Coupee - este
- Parroquia de St. Martin - sureste
- Parroquia de Lafayette - sur
- Parroquia de Acadia - suroeste
- Parroquia de Evangeline - noroeste

## Carreteras
- Interestatal 49
- U.S. Highway 71
- U.S. Highway 167
- U.S. Highway 190
- Carretera Estatal de Luisiana 10
- Carretera Estatal de Luisiana 29
- Carretera Estatal de Luisiana 31
- Carretera Estatal de Luisiana 35

## Demografía
En el 2000 la renta per cápita promedia de la parroquia era de $22 855, y el ingreso promedio para una familia era de $28 908. En 2000 los hombres tenían un ingreso per cápita de $29 458 versus $18 473 para las mujeres. El ingreso per cápita para la parroquia era de $12 042. Alrededor del 29,30% de la población estaba bajo el umbral de pobreza nacional.

## Comunidades

### Ciudades
- Eunice
- Opelousas

### Pueblos
| - Arnaudville - Cankton - Grand Coteau - Krotz Springs - Leonville | - Melville - Palmetto - Port Barre - Sunset - Washington |